# Круа (Ирландия)
Круа (Крох; англ. Croagh; ирл. An Chruach) — деревня в Ирландии, находится в графстве Лимерик (провинция Манстер).